# Giải đua ô tô Công thức 1 Ý 2008

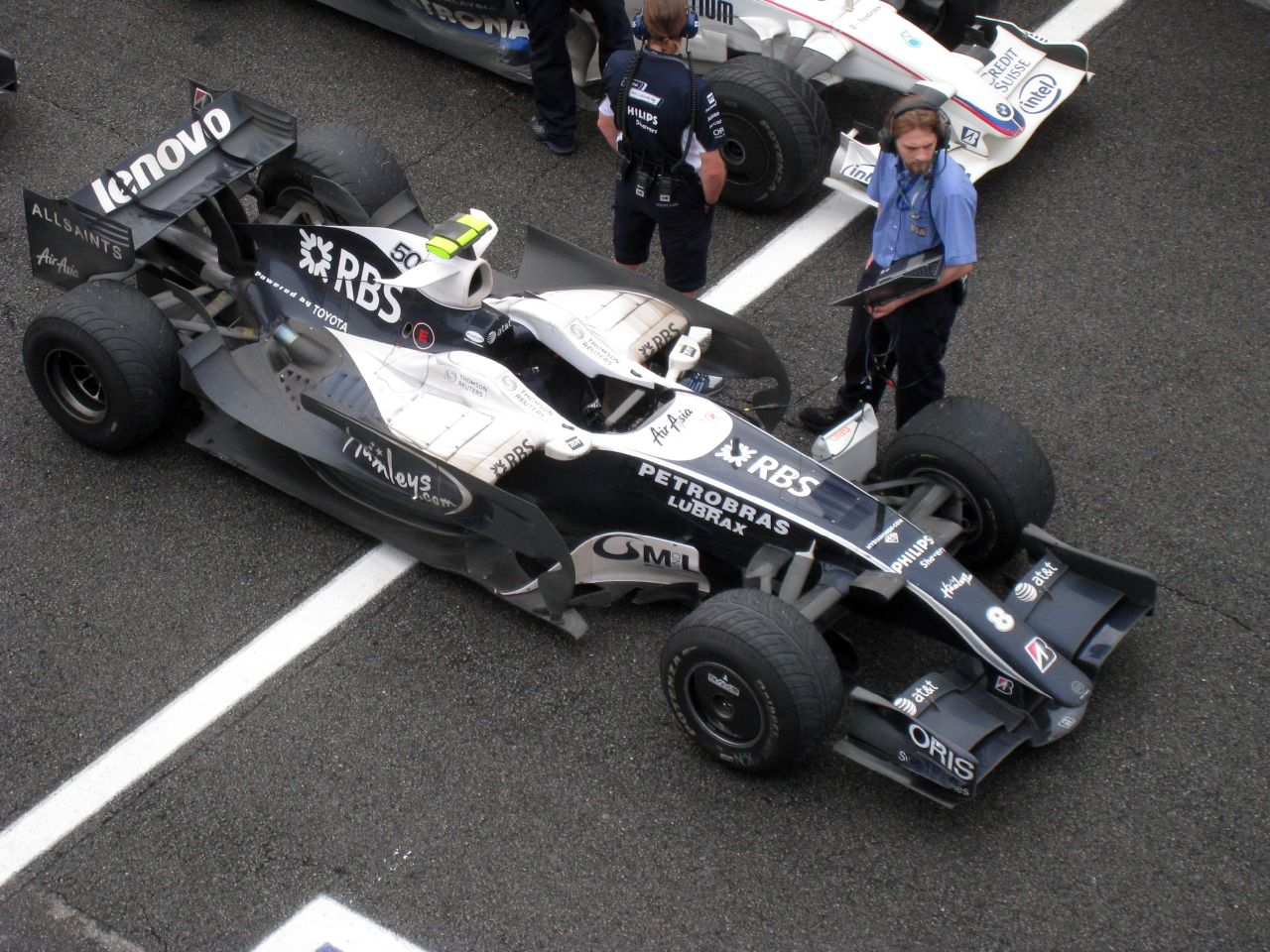
Williams FW30 Monza 2008

Giải đua ô tô Công thức 1 Ý năm 2008 là chặng đua thứ mười bốn của giải vô địch thế giới Công thức 1 năm 2008. Giải được tổ chức từ ngày 12 đến ngày 14 tháng 9 năm 2008.